# Gabriel Deluc
Pour les articles homonymes, voir Deluc.
 (juillet 2018).
Gabriel Deluc, né le 1er octobre 1883 à Saint-Jean-de-Luz en France et mort au combat le 15 septembre 1916 à Souain-Perthes-lès-Hurlus, est un peintre français. Élève de Léon Bonnat, il fit une carrière trop brève marquée par sa participation à de nombreuses expositions en France et à l'étranger. Il est considéré comme le membre le plus jeune de l'École de Bayonne. Très attaché à son pays natal, il est l'un des créateurs de la « peinture basque » du XXe siècle.

## Biographie
Jean-Marie Gabriel Deluc est le fils de Jean-Baptiste Deluc et de Marie-Baptiste Deluc née Davagnier. Il est né le 1er octobre 1883 rue Neuve à Saint-Jean-de-Luz (actuelle rue Tourasse) dans les Basses-Pyrénées.Très doué dès son enfance pour le dessin et la peinture, il fut remarqué par Léon Bonnat qui le confia à Philippe Jolyet, directeur de l'École municipale de dessin de Bayonne en 1898. En 1900 il est admis dans l'atelier de Bonnat à Paris et est reçu comme élève définitif de l'École nationale des Beaux-Arts de Paris en 1903.
De 1904 à 1912, il habite la cité d'artistes La Ruche, 2 passage de Dantzig dans le XVe arrondissement. Il vit très misérablement et côtoie alors des artistes appelés à devenir très importants dans l'histoire des arts, souvent originaires de l'empire russe : Ossip Zadkine, Marc Chagall, et surtout Alexandre Altmann, qui devient son ami et séjourne au Pays basque avec lui pendant certains étés. Le sculpteur lorrain Charles-Arthur Müller, lui aussi pensionnaire à La Ruche, réalise son buste. À partir de 1913, son atelier se trouve villa Gabriel, où il expose son œuvre en avril.
En 1906 il expose pour la première fois au Salon des artistes français et est récompensé par une mention honorable pour son tableau Intimité. Il obtient également un « encouragement spécial » de 500 francs. Il participe ensuite régulièrement au Salon des artistes français puis au Salon des indépendants.
Il fait don à sa ville natale en 1908 d'une vaste toile décorative : Le Chevrier. Son grand tableau La Danse (ou La Danse dans le bois sacré) est présenté au Salon des artistes français de 1910. Cette œuvre sera achetée par le mécène Edmond de Rothschild qui l'offre à la ville de Bayonne.
En 1912, il expose au Casino de Saint-Jean-de-Luz. En 1913, une grande partie de ses œuvres est présentée à la galerie Devambez. Toujours au Salon des artistes français, il expose le Portrait de Mlle H.C. et le Portrait de Mme V. Pour la première de ces toiles, il obtient une médaille d'argent et un « encouragement spécial » de 1 000 francs.
Le 3 septembre 1913, il épouse Thérèse Mahé à la mairie du  XVIe arrondissement de Paris.
En 1914, il expose au Salon des artistes français deux grandes toiles : Printemps et Portrait de Mme G. D. Gabriel Deluc s'est engagé dans l'armée française au début de la Première Guerre mondiale, d'abord comme infirmier. En 1915, il rejoint les troupes de combat, où il est rapidement devenu sergent le 5 mars 1916, et promu au grade de sous-lieutenant en juin 1916. Il laisse de nombreux dessins pris sur le vif, parfois dans les tranchées et pendant les offensives. Deluc a été tué lors d'une reconnaissance dans le no man's land, à Souain-Perthes-lès-Hurlus, le 15 septembre 1916.

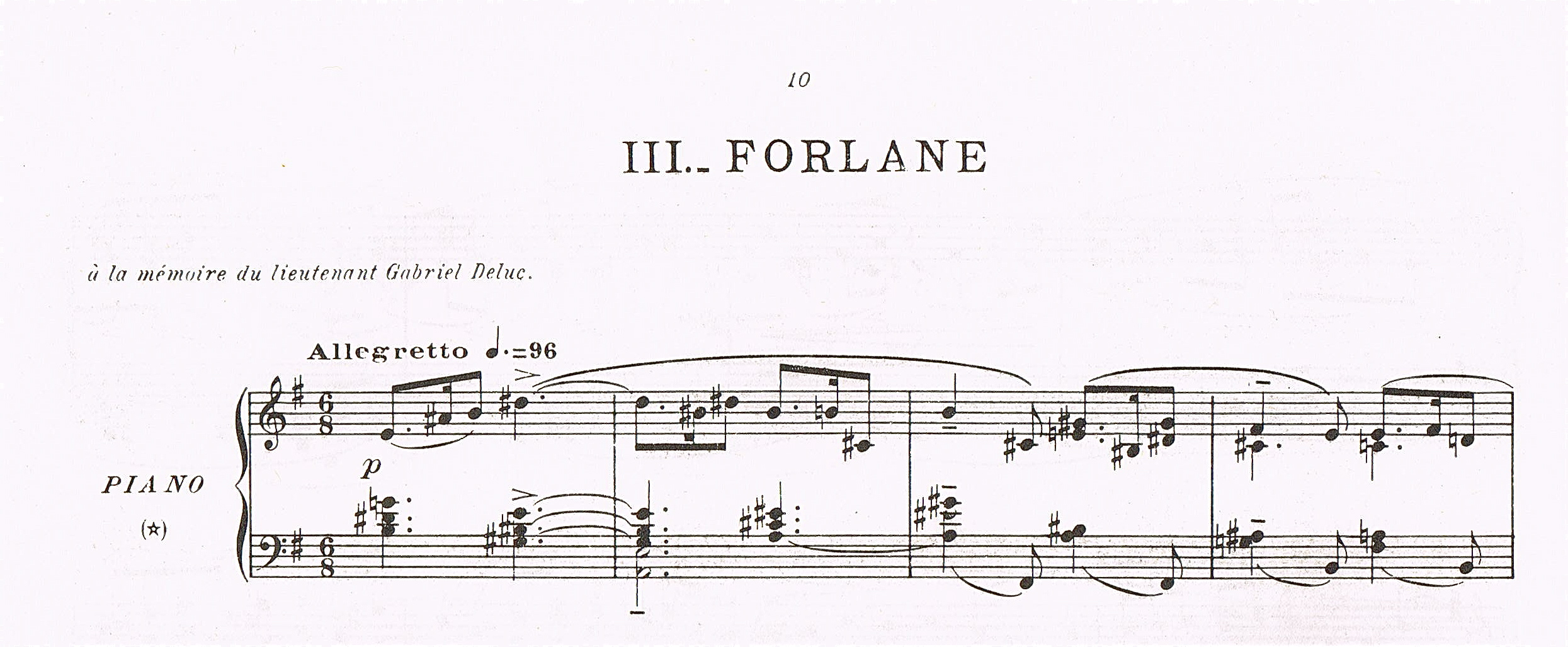

Le compositeur Maurice Ravel lui a dédié, à titre posthume, la Forlane, troisième pièce de la suite pour piano Le Tombeau de Couperin.

## Œuvres
Une partie des œuvres de Gabriel Deluc reste actuellement introuvable, mais il existe plusieurs cartes postales des tableaux exposés aux Salons des Artistes français.
Il ne faut pas le confondre avec le peintre suisse John-Henry Deluc. Le Musée d'Art de São Paulo présente fautivement un tableau de cet artiste de 1917 sous le nom de Gabriel Deluc.

## Expositions
- Exposition Gabriel Deluc, Galerie Devambez, boulevard Malesherbes, du 16 au 30 avril 1913 (texte du catalogue par Gabriel Mourey).
- Rétrospective ldu peintre Gabriel Deluc, Musée de Ducontenia à Saint-Jean-de-Luz, du 28 juillet au ? 1934.
- « Gabriel Deluc, peintre luzien et héros de la Grande Guerre », Musée de Guéthary, du 4 juillet au 3 septembre 2016 (commissaire de l'exposition : Étienne Rousseau-Plotto).
- Autour de Gabriel Deluc, peintre basque (1883-1916), à la Villa Ducontenia et Rotonde de La Pergola à Saint-Jean-de-Luz, du 1er juillet au 20 août 2017 (commissaire de l'exposition : Étienne Rousseau-Plotto)

## Collections publiques
- Bayonne,Musée Bonnat-Helleu : Buste d'écorché, 1899, crayon, craie, estompe, 53 × 42 cm
- Bayonne, Musée Bonnat-Helleu : Portrait de Charles Deluc, 1904, huile sur toile, 32,5 × 40,5 cm
- Bayonne, Musée Bonnat-Helleu : Intimité, 1906, huile sur toile, 135 × 230 cm
- Saint-Jean-de-Luz, Mairie : Le Chevrier, 1908, huile sur toile, 143 × 322 cm
- Bayonne, Musée Bonnat-Helleu : La Danse, 1910, huile sur toile, 192 × 250 cm
- Bayonne, Musée Bonnat-Helleu : Bacchanale, 1911, huile sur toile, 161 × 250 cm[4]
- Bayonne, Musée Bonnat-Helleu : Le Lac, 1912, huile sur toile, 130 × 160 cm
- Paris, Musée d'Orsay : Jeunesse, 1913, huile sur toile, 155 × 302 cm
- Montfort-l'Amaury, Le Belvédère, maison-musée de Maurice Ravel : Daphnis et Chloé, 1913, huile sur carton, 33 × 44 cm
- Melun, Préfecture : Le Pont de Socoa, 1914, huile sur toile, 100 × 130 cm
- Bayonne, Musée basque et de l'histoire de Bayonne : Portrait de Madame Garrabé, non daté, huile sur toile, 46 × 55 cm

## Galerie

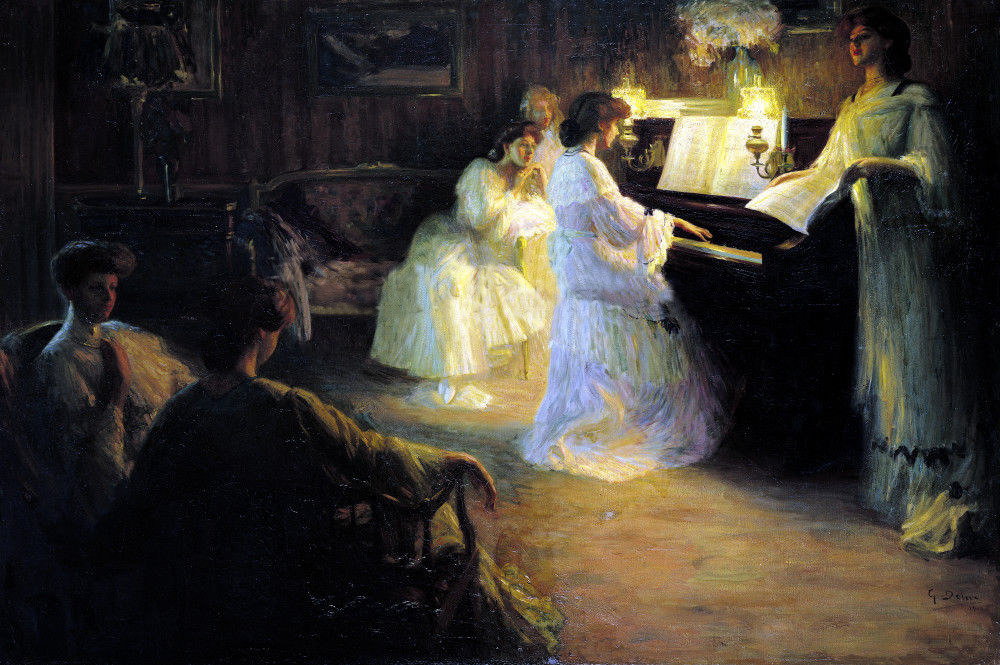
Intimité
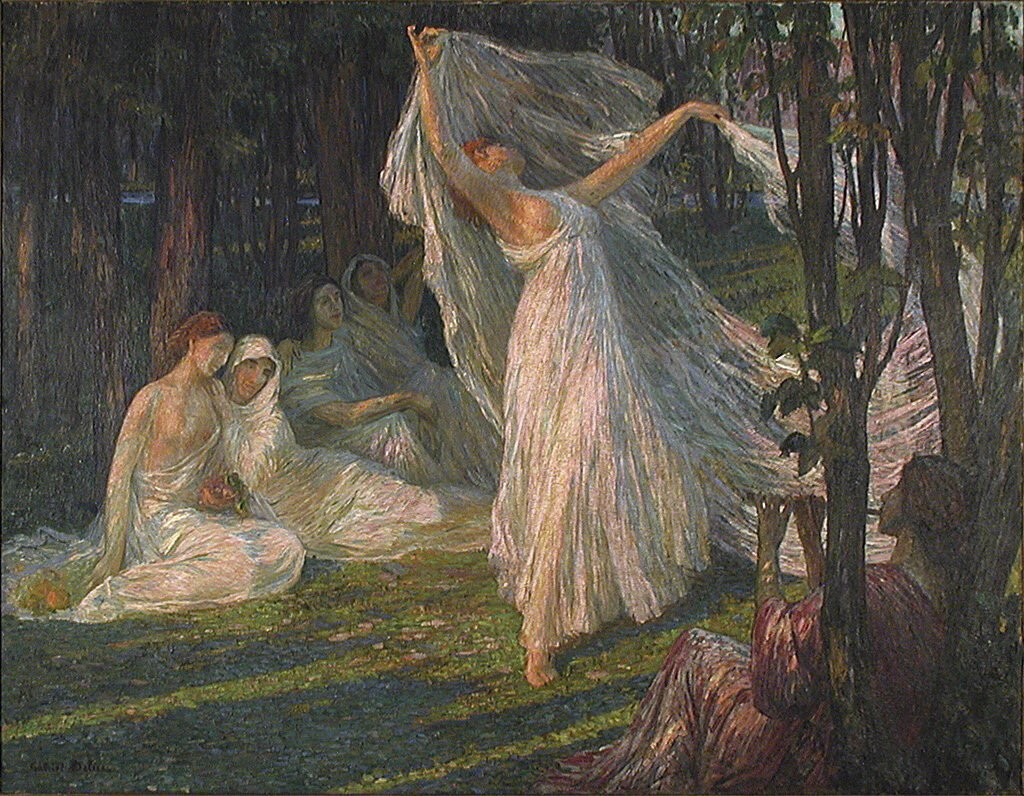
La Danse (dans le bois sacré)
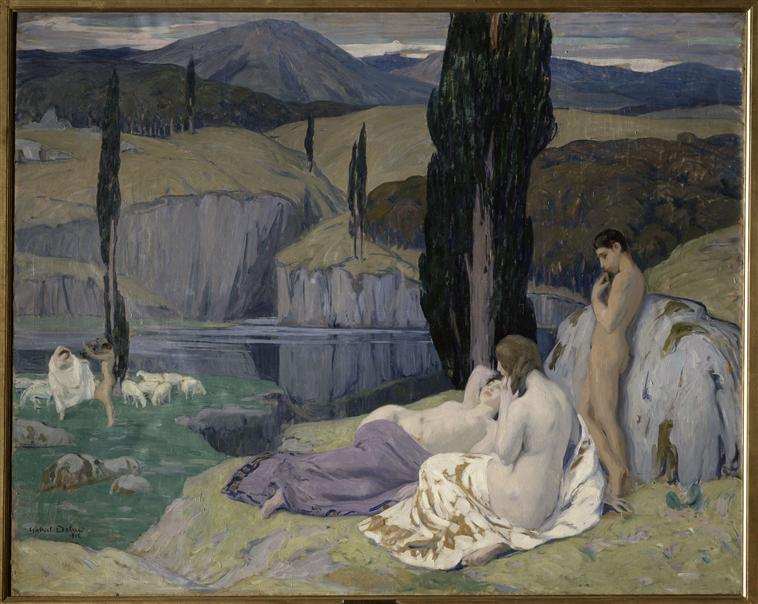
Le Lac
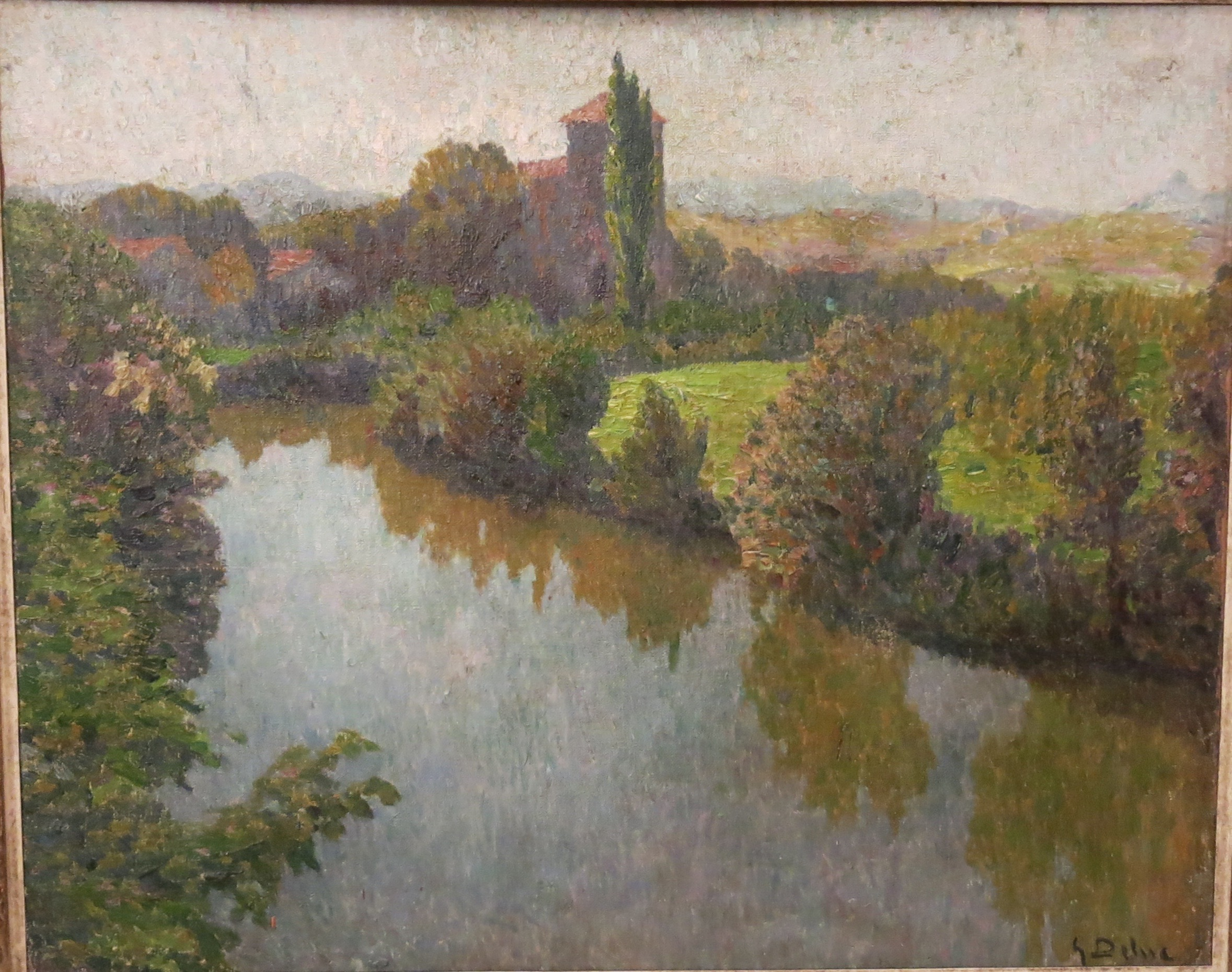
St Pée sur Nivelle
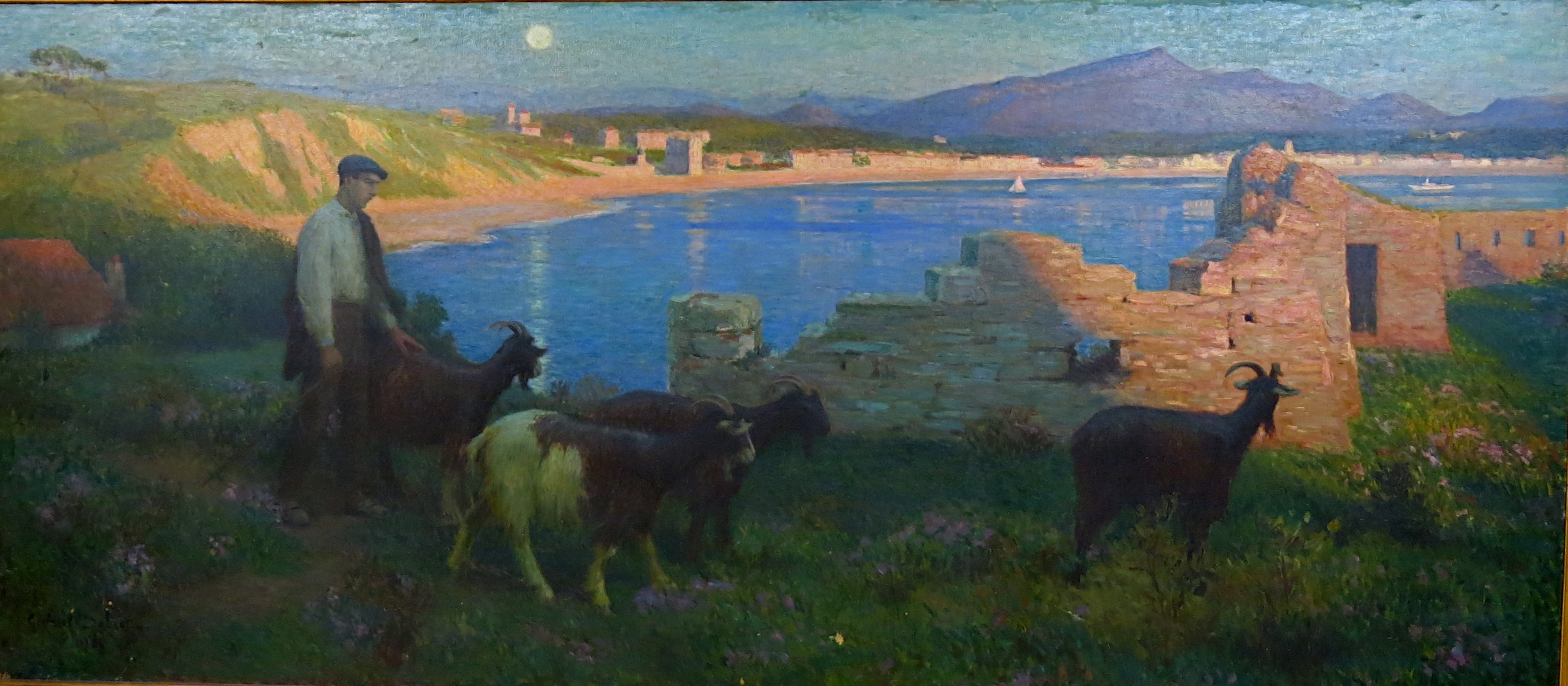
Le Chevrier
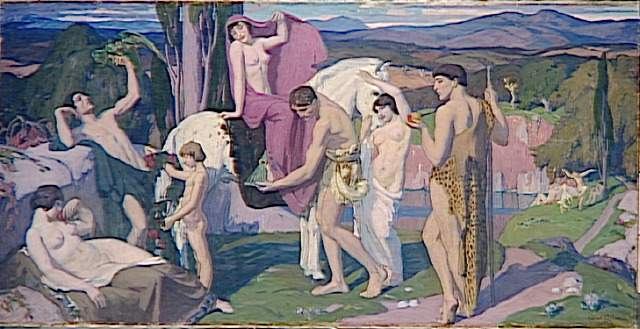
Jeunesse